# Moldpres

Молдпрес (рум. Moldpres) — державне агентство новин Молдови, небюджетна організація на засадах самофінансування, заснована урядом Республіки Молдова.

## Опис
Згідно з офіційним вебсайтом, «Молдпрес» веде три основні види діяльності: розповсюдження новин, фотохроніки та видання «Офіційного Монітора Республіки Молдова». Агентство розташоване у Кишиневі на вул. Пушкіна, 22.
Установа налічує трохи більш ніж 100 співробітників, володіє прес-центром з конференц-залом. З липня 2004 року агентство має сім відділів: новин, «Офіційного Монітора», фінансів, збуту, технологій та фотопослуг, поліграфії і відділ менеджменту. 